# Al Gore
Albert Arnold "Al" Gore Junior, född 31 mars 1948 i Washington, D.C., är en amerikansk politiker (demokrat), affärsman, nobelpristagare och miljöaktivist. Han var USA:s vicepresident under Bill Clinton 1993–2001.

## Ungdomsåren
Albert Gore Jr. föddes i Washington, D.C. och är son till Albert Gore, Sr., som senare var demokratisk senator för Tennessee 1953-1971. Modern Pauline LaFon Gore var en av de första kvinnorna att avlägga juristexamen vid Vanderbilt University. Gores anfäder på faderns sida var skotsk-irländare som bosatte sig i Virginia i mitten av 1600-talet och flyttade till Tennessee efter Amerikanska frihetskriget. Hans äldre syster, Nancy LaFon Gore, född 1938, avled i lungcancer 1984.
Under skolåren bodde familjen på Fairfax Hotel i Embassy Row-området i Washington D.C. Under sommarmånaderna arbetade han på familjens gård i Carthage, Tennessee, där de odlade tobak och hö  och födde upp boskap.
Gore gick på pojkskolan St. Albans School in Washington, D.C. mellan 1956 och 1965, en ansedd skola vars elever senare ofta antogs till Ivy League-universitet. Han var kapten för fotbollslaget, kastade diskus, spelade basket vid sidan av studierna i konst och statsvetenskap. Han gick ut som den 25:e duktigaste i en klass med 51 elever, sökte bara till ett college, Harvard, och antogs.

## Harvard, Vietnam, journalistik och Vanderbilt (1965–1976)

### Harvard
Gore började på Harvard College 1965, och tänkte läsa engelska som huvudämne, men ändrade sig och valde statskunskap istället. Redan andra dagen började han engagera sig inom elevrådet och valdes till dess ordförande.
Det gick inte bra för honom i de naturvetenskapliga ämnena och han undvek att läsa matematik. Hans betyg var bland de sämre i klassen och han ägnade en stor del av sitt andra år till att titta på TV, spela biljard och ibland röka marijuana. Senare ägnade han sig mer åt studierna och fick A och B i betyg. Under sitt sista år så undervisades han av oceanografen och global uppvärmning-teoretikern Roger Revelle, som väckte Gores intresse för global uppvärmning och andra miljöfrågor. Gore fick A på sin uppsats, "The Impact of Television on the Conduct of the Presidency, 1947-1969", och fick en A.B. cum laude i juni 1969.
Gore gick på college under en tid då det förekom protester mot Vietnamkriget. Även om han var emot kriget, så var han även emot studentprotesterna och tyckte de var dumma och barnsliga som tog ut sin ilska över ett krig på ett privat universitet. Han och hans vänner deltog inte i demonstrationerna på Harvard. Gore hjälpte sin far att skriva ett antikrigstal till den demokraternas nationella konvent 1968, men stannade med föräldrarna på hotellrummet under de våldsamma protesterna.

## Politisk karriär
Gore var ledamot av representanthuset 1977–1985 och senator för Tennessee 1985-1993.
Inför det amerikanska presidentvalet 1988 försökte han bli demokraternas kandidat. Hans främsta utmanare var Jesse Jackson och Michael Dukakis. Gore drog sig ur valet efter ett dåligt resultat i delstaten New York och nomineringen gick till Dukakis.
År 1993 blev han vicepresident under president Bill Clinton. Som sittande vicepresident ställde han upp i presidentvalet 2000 men blev besegrad av George W. Bush i ett utdraget och omdiskuterat val. Han fick visserligen flest röster, men eftersom det vid presidentval i USA är antalet elektorsröster som är avgörande, vann Bush valet. Inför presidentvalet 2008 var Gore favorittippad som kandidat men avböjde att kandidera.

## Fredspristagare
Gore delade Nobels fredspris år 2007 med Intergovernmental Panel on Climate Change (IPCC) för att ha skapat opinion kring den globala uppvärmningen. Gores dokumentär En obekväm sanning som behandlar frågan var en viktig orsak till utmärkelsen. Efter det att Gore fått vetskap om att han vunnit priset meddelade Gore att han donerar prispengarna till Alliance for Climate Protection. Han berättade också att han kände sig hedrad av att få dela priset med IPCC som han menade är en organisation som gör ett bra arbete, något som även dess ordförande har sagt om Gore.

## Entreprenör
Gore var medgrundare av den idag nedlagda TV-kanalen Current; och sitter idag som styrelseordförande för Generation Investment Management, är styrelsemedlem i Apple samt inofficiell rådgivare åt Google. Han har grundat organisationen Alliance for Climate Protection.

## Kritik

### Miljöengagemang
Al Gores miljöengagemang och personliga livsstil har ifrågasatts. Kritiker menar att Gore har ett ekonomiskt intresse i den politik han driver och att han står för dubbelmoral. Organisationen Tennessee Center for Policy Research granskade hur väl Al Gore själv lever upp till sin miljöpolicy. Resultatet visade att Gores förbrukade 20 gånger mer elektricitet än genomsnittsamerikanen. Gores 22-rumsvilla förbrukade mycket mer el under en månad än genomsnittsamerikanens hushåll gör under 17 månader. Gores personal försvarade sig med att huset höll på att installera solpaneler, bytte ut husets lampor till lågenergi samt att han miljökompenserade. Tennessee Center for Policy Research upptäckte då att Gore köper klimatkompensation från företaget Generation Investment Management – ett företag Al Gore själv äger.

## Äktenskap och familj
Al Gore träffade Mary Elizabeth "Tipper" Aitcheson från den närliggande St. Agnes School på sin skolbal 1965. Hon följde med honom till Boston för att gå på college, och den 19 maj 1970, kort efter hennes examen på Boston University, gifte de sig i Washington National Cathedral. Paret separerade 2010.
De har fyra barn, Karenna (f. 1973), Kristin (f. 1977), Sarah (f. 1979) och Albert Gore III (f. 1982).